# Nastri d'argento 1949
La 4ª edizione dei Nastri d'argento si è tenuta nel 1949.

## Vincitori
Miglior film a soggetto
- Ladri di biciclette - regia di Vittorio De Sica

Migliore regia
- Vittorio De Sica - Ladri di biciclette

Miglior soggetto
- Cesare Zavattini - Ladri di biciclette

Migliore sceneggiatura
- Cesare Zavattini, Vittorio De Sica, Suso Cecchi D'Amico, Oreste Biancoli, Adolfo Franci e Gerardo Guerrieri - Ladri di biciclette

Migliore fotografia
- Carlo Montuori - Ladri di biciclette

Migliore commento musicale
- Alessandro Cicognini - Ladri di biciclette

Migliore attrice protagonista
- Anna Magnani - L'amore

Migliore attore protagonista
- Massimo Girotti - In nome della legge

Migliore attrice non protagonista
- Giulietta Masina - Senza pietà

Migliore attore non protagonista
- Saro Urzì - In nome della legge

Miglior documentario
- Isole della laguna - regia di Luciano Emmer

Premio speciale per elevate qualità artistiche
- Pietro Germi - In nome della legge
- Renato Castellani - Sotto il sole di Roma

Miglior film straniero
- Il diavolo in corpo (Le Diable au corps) - regia di Claude Autant-Lara